# Easter Parade
Easter Parade é um filme norte-americano de 1948, do gênero musical, dirigido por Charles Walters e estrelado por Fred Astaire e Judy Garland.

## Sinopse
A história se passa no ano de 1912. Don Hewes (Fred Astaire), um dançarino, depois que sua parceira Nadine (Ann Miller) o abandona, fica em depressão, até que decide encontrar outra parceira e provar que pode transforma-la numa grande estrela, capaz de ter um desempenho melhor que o de Nadine.
Hannah Brown(Judy Garland) é a escolhida e ele tem que treina-la, já que ela não tem nenhuma experiência com dança. Os treinos seguem e Don decide fazer alterações nos números musicais para conseguir realizar a parceria com Hannah, pois fica cada vez mais aparente que ela não tem o mesmo talento de Nadine. Mas o que Don não imagina é que Hannah se apaixonou por ele e que suas falhas em performances são, na verdade, propositais, pois Hannah quer se manter próxima a Don.

## Elenco
- Judy Garland...Hannah Brown
- Fred Astaire...Don Hewes

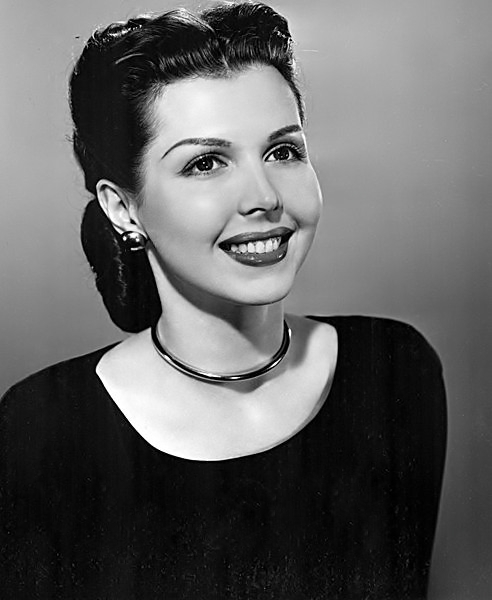
Ann Miller em foto promocional para o filme

- Peter Lawford...Jonathan Harrow III
- Ann Miller...Nadine Gale
- Jules Munshin...François
- Clinton Sundberg...Mike

Foi o último filme de Harry Fox, ator, comediante, cantor e dançarino que se notabilizou nos anos 1910 por ser o criador e dar o nome ao Fox Trot. Harry fez um pequeno papel, de recepcioniista, não creditado.

## Prêmios
- Venceu o Oscar de melhor banda sonora de 1949.
- Os autores do filme também receberam o prêmio Writers Guild of America de Melhor Musical.